# Villas del Campo
Villas del Campo är en ort i Mexiko, tillhörande kommunen Calimaya i delstaten Mexiko, i den centrala delen av landet. Orten hade 1 685 invånare vid folkräkningen 2010.